# Українська сільська рада (Петропавлівський район)
Украї́нська сільська́ ра́да — адміністративно-територіальна одиниця та орган місцевого самоврядування в Петропавлівському районі Дніпропетровської області. Адміністративний центр — селище Українське.

## Загальні відомості
- Населення ради: 2065 осіб (станом на 2001 рік)

## Населені пункти
Сільській раді підпорядковані населені пункти:
- c-ще Українське
- с. Василівка
- с. Вереміївка
- с. Зелений Гай
- с. Мар'янка
- с. Новоселівка
- с. Новохорошевське

## Склад ради
Рада складається з 14 депутатів та голови.
- Голова ради: Новак Олександр Олександрович
- Секретар ради: Бондаренко Наталія Валеріївна

### Керівний склад попередніх скликань
| Прізвище, ім'я, по батькові   | Основні відомості                                                                      | Дата обрання | Дата звільнення |
| ----------------------------- | -------------------------------------------------------------------------------------- | ------------ | --------------- |
| Лященко Люся Миколаївна       | Сільський голова, 1953 року народження, освіта вища, позапартійна                      | 26.03.2006   | 31.10.2010      |
| Лященко Люся Миколаївна       | Сільський голова, 1953 року народження, освіта вища, член Комуністичної партії України | 31.10.2010   | 18.04.2014      |
| Новак Олександр Олександрович | Сільський голова, 1992 року народження, освіта вища, безпартійний                      | 26.10.2014   | 25.10.2015      |
| Новак Олександр Олександрович | Сільський голова, 1992 року народження, освіта вища, безпартійний                      | 25.10.2015   |                 |

Примітка: таблиця складена за даними сайту Верховної Ради України та ЦВК

### Депутати VII скликання
За результатами місцевих виборів 2015 року:
- Кількісний склад ради: 14
- Кількість обраних: 13

#### За суб'єктами висування
| Суб'єкт висування                   | Кількість обраних депутатів | %     |
| ----------------------------------- | --------------------------- | ----- |
| Самовисування                       | 12                          | 92.31 |
| Політична партія «Опозиційний блок» | 1                           | 7.69  |

#### За округами
| № округу | Прізвище, ім'я, по батькові   | Ким висунуто                        | Дата нар.  | Освіта              | Партійна приналежність                    | Відомості                                                               |
| -------- | ----------------------------- | ----------------------------------- | ---------- | ------------------- | ----------------------------------------- | ----------------------------------------------------------------------- |
| 1        | Савчук Анатолій Григорович    | Самовисування                       | 06.10.1974 | професійно-технічна | безпартійний                              | Приватний підприємець                                                   |
| 2        | Скробало Тамара Юріївна       | Самовисування                       | 16.02.1968 | вища                | безпартійна                               | Тимчасово не працює                                                     |
| 3        | Ландар Григорій Олександрович | Самовисування                       | 19.06.1968 | професійно-технічна | безпартійний                              | Приватний підприємець                                                   |
| 4        | Ландар Лілія Вікторівна       | Самовисування                       | 16.08.1970 | вища                | безпартійна                               | Новоселівська ЗОШ I—III ступенів, заступник директора з виховної роботи |
| 5        | Жмуденко Ольга Іванівна       | Самовисування                       | 06.06.1968 | вища                | безпартійна                               | Будинок культури, директор                                              |
| 6        | Пампушко Ірина Сергіївна      | Самовисування                       | 04.12.1976 | вища                | безпартійна                               | Українська сільська рада, бухгалтер                                     |
| 7        | Васильчук Володимир Адамович  | Самовисування                       | 31.03.1962 | професійно-технічна | безпартійний                              | Особистий підприємець                                                   |
| 8        | Бондаренко Наталія Валеріївна | Самовисування                       | 30.04.1966 | вища                | безпартійна                               | Українська сільська рада, секретар                                      |
| 9        | Швидько Інна Іванівна         | Політична Партія «Опозиційний блок» | 12.08.1974 | вища                | член Політичної Партії «Опозиційний блок» | СТ Робкооп "Дніпропетровський, продавець                                |
| 10       | Осадчук Інна Василівна        | Самовисування                       | 03.10.1972 | професійно-технічна | безпартійна                               | Магазин «Вікторія», продавець                                           |
| 11       | Бондаренко Юлія Григорівна    | Самовисування                       | 09.01.1972 | вища                | безпартійна                               | Українська сільська рада, землевпорядник                                |
| 12       | Негеєв Віктор Євгенійович     | Самовисування                       |            |                     | безпартійний                              | Приватний підприємець                                                   |
| 13       | Беззабарний Сергій Вікторович | Самовисування                       | 07.03.1963 | вища                | безпартійний                              | Вереміївська ЗОШ I—II ступенів, директор                                |
| 14       | Сорокіна Ельвіра Олексіївна   | Самовисування                       | 04.12.1961 | загальна середня    | безпартійна                               | СВК «Мрія», робітниця                                                   |